# Pristurus flavipunctatus
Pristurus flavipunctatus là một loài thằn lằn trong họ Gekkonidae. Loài này được Rüppell mô tả khoa học đầu tiên năm 1835.